# جودي باسكو
جودي باسكو (بالإنجليزية: Judy Pascoe)‏ (1950، بريزبان في أستراليا)؛ كاتِبة ومؤلِّفة، ممثلة وروائية أسترالية.

## روابط خارجية
- جودي باسكو على موقع IMDb (الإنجليزية)
- جودي باسكو على موقع قاعدة بيانات الفيلم (الإنجليزية)